# Kabinet-Lubbers II
Het kabinet-Lubbers II was het Nederlandse kabinet van 14 juli 1986 tot 7 november 1989. Het kabinet werd gevormd door de politieke partijen Christen-Democratisch Appèl (CDA) en de Volkspartij voor Vrijheid en Democratie (VVD) na de Tweede Kamerverkiezingen van 1986. Het kabinet-Lubbers II was een meerderheidskabinet dat zowel in de Eerste Kamer en Tweede Kamer kon rekenen op een meerderheid. Het kabinet-Lubbers II was een voortzetting van het vorige kabinet Lubbers I.

## Verloop
Het voornaamste doel van het kabinet was het beleid van het vorige kabinet voortzetten waarin men bezuinigde op verdere overheidsuitgaven. Er was een grootschalige herziening van de welvaartsstaat. Een belangrijke beleidsbeslissing die het kabinet nam, was de verdere privatisering van staatsbedrijven, zoals die van de openbare postdienst PTT. Financieel ging het in Nederland iets beter eind jaren tachtig; er moest na de strenge bezuinigingen van begin jaren tachtig nog steeds bezuinigd worden, maar het economisch herstel zette goed door. De aardgasbaten daalden wel sterk (10 miljard euro in 1985, 3 miljard euro in 1988), maar het overheidstekort daalde volgens planning.
Het kabinet richtte zich daarnaast op een stelselherziening van de sociale zekerheid. Minister van Sociale Zaken en Werkgelegenheid Jan de Koning bracht vervolgens een nieuwe Werkloosheidswet tot stand. Na afloop van de uitkering kon een beroep worden gedaan op een IOAW- of Bijstandsuitkering. Een Toeslagenwet voorzag zo nodig in aanvulling op de uitkering tot het relevante sociaal-minimum.
In 1986 introduceert minister van Onderwijs en Wetenschappen Wim Deetman een nieuwe Mediawet en de Wet op de studiefinanciering. De uitvoering van de nieuwe Wet op de studiefinanciering leidde tot grote problemen. Minister Deetman kwam daardoor fel onder vuur te liggen van de oppositie en van de studenten. Als gevolg daarvan ging hij zich meer en meer verzetten tegen verdere bezuinigingen op zijn begroting.
In 1988 werd het zelfstandig bestuursorgaan Commissariaat voor de Media opgericht dat bij wet werd aangesteld om toezicht te houden op de naleving van de mediawet en de Wet op de vaste boekenprijs.
Ook in 1988 verscheen de Vierde nota ruimtelijke ordening. Deze zou echter door het Kabinet-Lubbers III worden herzien tot de VINEX, afkorting voor de VIerde Nota EXtra.
In 1988 werd de tabaks- en rookwarenwet voor de inperking van het roken in openbare gebouwen ingevoerd.
In 1989 bracht minister van Volkshuisvesting, Ruimtelijke Ordening en Milieubeheer Ed Nijpels het Nationaal Milieubeleidsplan (NMP) uit. Hierin stond een analyse van de milieuproblematiek op lokaal, regionaal en mondiaal niveau. De veroorzakers van milieuverontreiniging werden verantwoordelijk gesteld voor het oplossen daarvan. Met doelgroepen, zoals het bedrijfsleven, werden taakstellingen afgesproken. Het streven naar duurzame ontwikkeling werd hoofddoelstelling van het milieubeleid van de volgende kabinetten.

### Personele wijzigingen
Op 24 oktober 1986 stapte staatssecretaris van Volkshuisvesting, Ruimtelijke Ordening en Milieubeheer Gerrit Brokx (CDA) op, nadat CDA–Tweede Kamer fractievoorzitter Bert de Vries vreesde dat zijn functioneren in twijfel zou komen te staan na de conclusies van de door de Tweede Kamer ingestelde parlementaire enquête naar bouwsubsidies. Op 27 oktober 1986 werd staatssecretaris van Economische Zaken Enneüs Heerma (CDA) benoemd als zijn opvolger. Op 30 oktober 1986 werd CDA–europarlementariër Yvonne van Rooy beëdigd als staatssecretaris van Economische Zaken.
Op 3 februari 1987 legde minister van Binnenlandse Zaken Kees van Dijk (CDA) tijdelijk zijn functie neer, nadat hij als gevolg van hartklachten een operatie moest ondergaan. Tijdens zijn ziekteverlof werd minister van Sociale Zaken en Werkgelegenheid Jan de Koning (CDA) tijdelijk benoemd tot minister van Binnenlandse Zaken. Tegelijkertijd werd staatssecretaris van Sociale Zaken en Werkgelegenheid Louw de Graaf (CDA) tijdelijk benoemd tot minister van Sociale Zaken en Werkgelegenheid. Op 6 mei 1987 keerde Kees van Dijk terug van zijn ziekteverlof en hervatte zijn werkzaamheden als minister van Binnenlandse Zaken.
Op 6 september 1988 trad minister van Defensie Wim van Eekelen (VVD) af als gevolg van zijn betrokkenheid bij de paspoortaffaire. De parlementaire enquêtecommissie naar de paspoortaffaire uitte ernstige kritiek op het handelen van Van Eekelen toen hij in het vorige kabinet staatssecretaris van Buitenlandse Zaken was. Op 10 september 1988 trad vervolgens ook zittend staatssecretaris van Buitenlandse Zaken René van der Linden (CDA) af. Op 24 september 1988 werd VVD–Tweede Kamerlid Frits Bolkestein benoemd als minister van Defensie. Op 27 september 1988 werd Berend-Jan van Voorst tot Voorst (CDA), die tot dan werkzaam was als topambtenaar op het ministerie van Economische Zaken, beëdigd als staatssecretaris van Buitenlandse Zaken.
Op 30 juni 1989 stapte staatssecretaris van Economische Zaken Albert-Jan Evenhuis (VVD) op, nadat hij in opspraak kwam na publicaties in het NRC Handelsblad over een dubieuze lening en subsidie die hij had verstrekt.
Op 14 september 1989 trad minister van Onderwijs en Wetenschappen Wim Deetman (CDA) af, nadat hij was benoemd tot voorzitter van de Tweede Kamer. Minister van Landbouw en Visserij Gerrit Braks (CDA) nam de functie waar tot het aantreden van het nieuwe kabinet op 7 november 1989.
Op 1 oktober 1989, één maand voor de beëdiging van het kabinet-Lubbers III, trad staatssecretaris van Sociale Zaken en Werkgelegenheid Louw de Graaf (CDA) af, nadat hij was benoemd tot voorzitter van de Ziekenfondsraad en van het College voor zorgverzekeringen (CVZ).

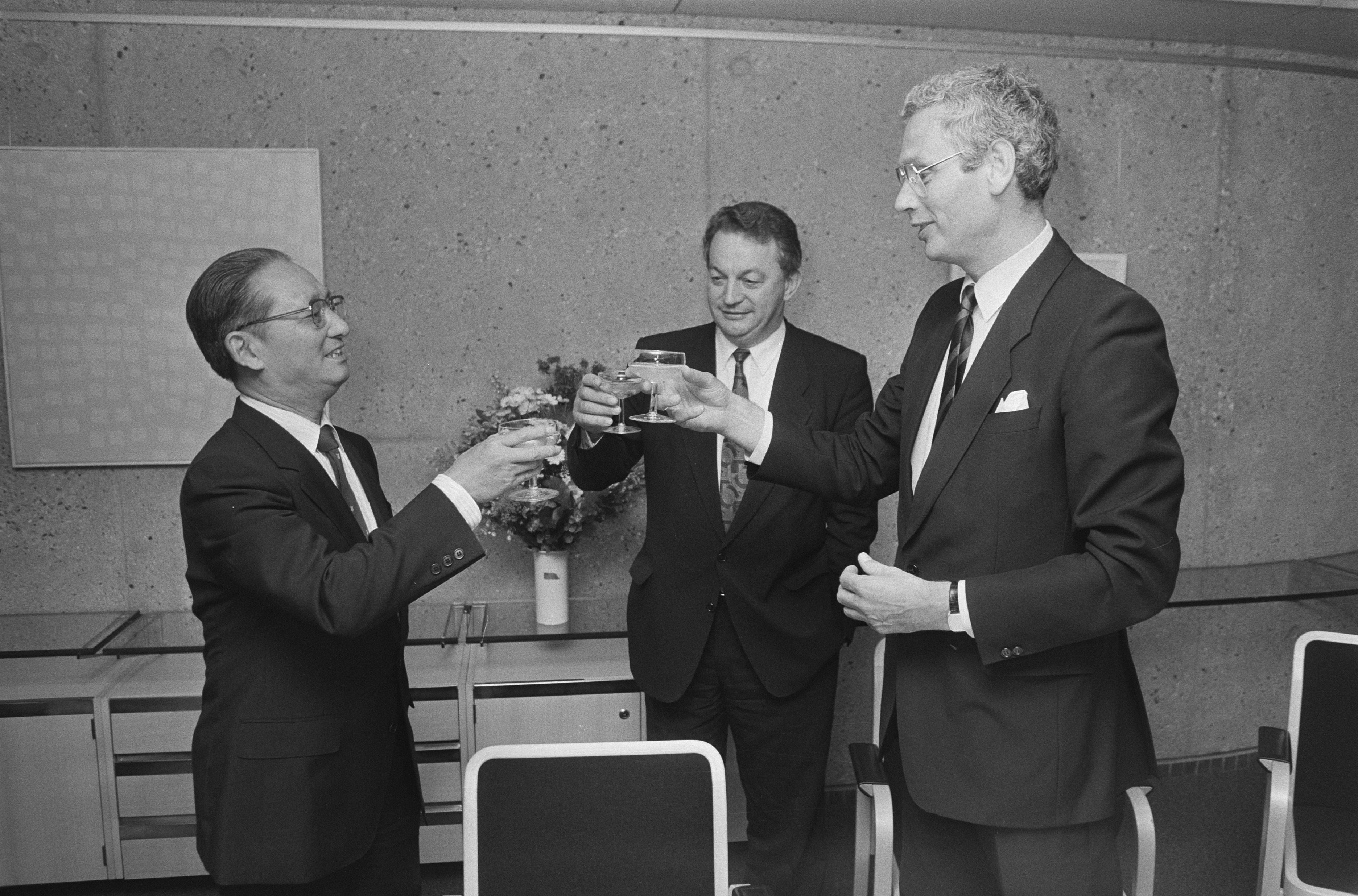
Chinese minister van Landbouw, Veehouderij en Visserij He Kang, minister van Landbouw en Visserij Gerrit Braks en minister van Buitenlandse Zaken Hans van den Broek op 25 augustus 1986.

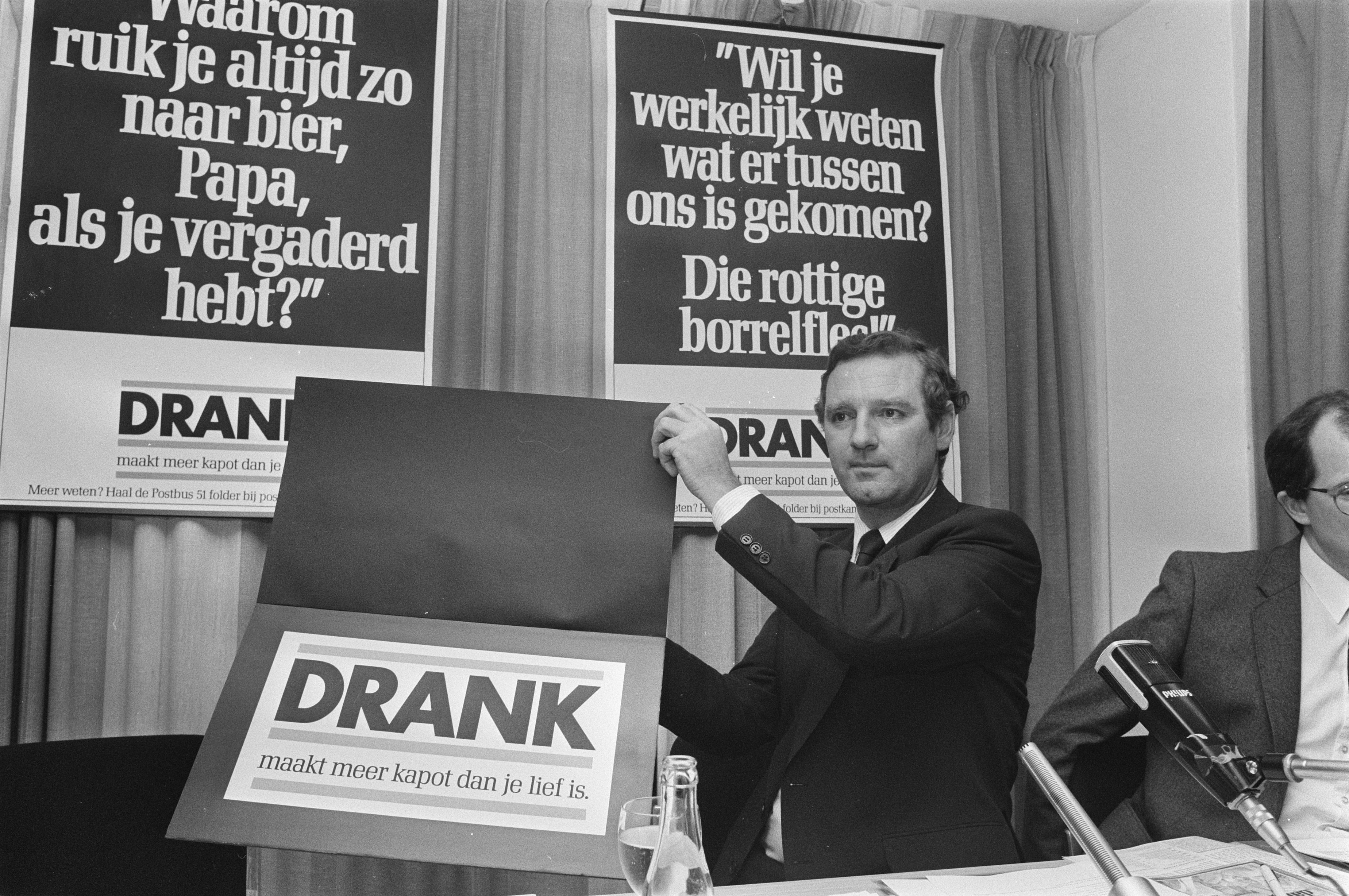
Staatssecretaris van Welzijn, Volksgezondheid en Cultuur Dick Dees presenteert een nieuwe campagne tegen alcoholmisbruik op 4 september 1986.

## Ambtsbekleders
| Ambtsbekleders                            | Ambtsbekleders                                  | Ambtsbekleders                                                  | Ministers / Ministerie                          | Ministers / Ministerie | Termijn                                                                                                 | Partij |
| ----------------------------------------- | ----------------------------------------------- | --------------------------------------------------------------- | ----------------------------------------------- | --- | --- | ------ |
|                                           | R.F.M. (Ruud) Lubbers                           | drs. R.F.M. (Ruud) Lubbers (1939–2018)                          | Minister-president / Minister                   | Algemene Zaken | 4 november 1982 – 22 augustus 1994                                                                      | CDA    |
|                                           | R.W. (Rudolf) de Korte                          | dr. R.W. (Rudolf) de Korte (1936–2020)                          | Vicepremier / Minister                          | Economische Zaken | 14 juli 1986 – 7 november 1989                                                                          | VVD    |
|                                           | C.P. (Kees) van Dijk                            | drs. C.P. (Kees) van Dijk (1931–2008)                           | Minister                                        | Binnenlandse Zaken | 14 juli 1986 – 26 januari 1987 (ziekteverlof)                                                           | CDA    |
|                                           | F. (Frits) Korthals Altes                       | mr. F. (Frits) Korthals Altes (1931–2025)                       | Minister                                        | Binnenlandse Zaken | 26 januari 1987 – 3 februari 1987 (waarnemend tijdens ziekte- verlof van Kees van Dijk)                 | VVD    |
|                                           | J. (Jan) de Koning                              | drs. J. (Jan) de Koning (1926–1994)                             | Minister                                        | Binnenlandse Zaken | 3 februari 1987 – 6 mei 1987 (waarnemend tijdens ziekte- verlof van Kees van Dijk)                      | CDA    |
|                                           | C.P. (Kees) van Dijk                            | drs. C.P. (Kees) van Dijk (1931–2008)                           | Minister                                        | Binnenlandse Zaken | 6 mei 1987 – 7 november 1989                                                                            | CDA    |
|                                           | H. (Hans) van den Broek                         | mr. H. (Hans) van den Broek (1936–2025)                         | Minister                                        | Buitenlandse Zaken | 4 november 1982 – 3 januari 1993                                                                        | CDA    |
|                                           | H.O.Ch.R. (Onno) Ruding                         | dr. H.O.Ch.R. (Onno) Ruding (1939)                              | Minister                                        | Financiën | 4 november 1982 – 7 november 1989                                                                       | CDA    |
|                                           | F. (Frits) Korthals Altes                       | mr. F. (Frits) Korthals Altes (1931–2025)                       | Minister                                        | Justitie | 4 november 1982 – 7 november 1989                                                                       | VVD    |
|                                           | W.F. (Wim) van Eekelen                          | dr. W.F. (Wim) van Eekelen (1931–2025)                          | Minister                                        | Defensie | 14 juli 1986 – 6 september 1988 (afgetreden)                                                            | VVD    |
|                                           | P. (Piet) Bukman                                | drs. P. (Piet) Bukman (1934–2022)                               | Minister                                        | Defensie | 6 september 1988 – 24 september 1988 (waarnemend)                                                       | CDA    |
|                                           | F. (Frits) Bolkestein                           | mr.drs. F. (Frits) Bolkestein (1933–2025)                       | Minister                                        | Defensie | 24 september 1988 – 7 november 1989                                                                     | VVD    |
|                                           | L.C. (Elco) Brinkman                            | mr.drs. L.C. (Elco) Brinkman (1948)                             | Minister                                        | Welzijn, Volksgezondheid en Cultuur | 4 november 1982 – 7 november 1989                                                                       | CDA    |
|                                           | J. (Jan) de Koning                              | drs. J. (Jan) de Koning (1926–1994)                             | Minister                                        | Sociale Zaken en Werkgelegenheid | 4 november 1982 – 3 februari 1987 (tijdelijk benoemd tot minister van Binnenlandse Zaken)               | CDA    |
|                                           | L. (Louw) de Graaf                              | L. (Louw) de Graaf (1930–2020)                                  | Minister                                        | Sociale Zaken en Werkgelegenheid | 3 februari 1987 – 6 mei 1987 (tijdens afwezigheid van Jan de Koning)                                    | CDA    |
|                                           | J. (Jan) de Koning                              | drs. J. (Jan) de Koning (1926–1994)                             | Minister                                        | Sociale Zaken en Werkgelegenheid | 6 mei 1987 – 7 november 1989                                                                            | CDA    |
|                                           | W.J. (Wim) Deetman                              | drs. W.J. (Wim) Deetman (1945)                                  | Minister                                        | Onderwijs en Wetenschappen | 29 mei 1982 – 14 september 1989 (afgetreden na benoeming tot voorzitter van de Tweede Kamer)            | CDA    |
|                                           | G.J.M. (Gerrit) Braks                           | ir. G.J.M. (Gerrit) Braks (1933–2017)                           | Minister                                        | Onderwijs en Wetenschappen | 14 september 1989 – 7 november 1989                                                                     | CDA    |
|                                           | N. (Neelie) Smit-Kroes                          | drs. N. (Neelie) Smit-Kroes (1941)                              | Minister                                        | Verkeer en Waterstaat | 4 november 1982 – 7 november 1989                                                                       | VVD    |
|                                           | G.J.M. (Gerrit) Braks                           | ir. G.J.M. (Gerrit) Braks (1933–2017)                           | Minister                                        | Landbouw en Visserij | 4 november 1982 – 18 september 1990                                                                     | CDA    |
|                                           | E.H.Th.M. (Ed) Nijpels                          | drs. E.H.Th.M. (Ed) Nijpels (1950)                              | Minister                                        | Volkshuisvesting, Ruimtelijke Ordening en Milieubeheer | 14 juli 1986 – 7 november 1989                                                                          | VVD    |
| Ambtsbekleders                            | Ambtsbekleders                                  | Ambtsbekleders                                                  | Minister / Portefeuille / Ministerie            | Minister / Portefeuille / Ministerie | Termijn                                                                                                 | Partij |
|                                           | J. (Jan) de Koning                              | drs. J. (Jan) de Koning (1926–1994)                             | Minister                                        | • Nederlands-Antilliaanse Zaken en Arubaanse Zaken | 29 mei 1982 – 7 november 1989                                                                           | CDA    |
|                                           | P. (Piet) Bukman                                | drs. P. (Piet) Bukman (1934–2022)                               | Minister                                        | • Ontwikkelingssamenwerking (Buitenlandse Zaken) | 14 juli 1986 – 7 november 1989                                                                          | CDA    |
| Ambtsbekleders                            | Ambtsbekleders                                  | Ambtsbekleders                                                  | Staatssecretarissen / Portefeuille / Ministerie | Staatssecretarissen / Portefeuille / Ministerie | Termijn                                                                                                 | Partij |
|                                           | D.IJ.W. (Dieuwke) de Graaff-Nauta               | D.IJ.W. (Dieuwke) de Graaff-Nauta (1930–2008)                   | Staatssecretaris                                | • Agglomeratie Zaken • Gemeentelijke Herindeling • Decentralisatie • Rampenbestrijding • Hulpverlening (Binnenlandse Zaken)                                                                           | 14 juli 1986 – 27 mei 1994                                                                              | CDA    |
|                                           | P.R.H.M. (René) van der Linden                  | drs. P.R.H.M. (René) van der Linden (1943)                      | Staatssecretaris                                | • Europese Zaken (Buitenlandse Zaken) | 14 juli 1986 – 10 september 1988 (afgetreden)                                                           | CDA    |
|                                           | B.J.M. (Berend-Jan) baron van Voorst tot Voorst | mr. B.J.M. (Berend-Jan) baron van Voorst tot Voorst (1944–2023) | Staatssecretaris                                | • Europese Zaken (Buitenlandse Zaken) | 27 september 1988 – 7 november 1989                                                                     | CDA    |
|                                           | H.E. (Henk) Koning                              | mr. H.E. (Henk) Koning (1933–2016)                              | Staatssecretaris                                | • Fiscale Zaken • Belastingdienst • Kansspelen • Staatsloterij • Muntwezen (Financiën) | 4 november 1982 – 7 november 1989                                                                       | VVD    |
|                                           | V.N.M. (Virginie) Korte-van Hemel               | mr. V.N.M. (Virginie) Korte-van Hemel (1929–2014)               | Staatssecretaris                                | • Integratie • Immigratie • Asielzaken • Vreemdelingenzaken • Rechtsbescherming • Privaatrecht • Jeugdbescherming • Minderhedenbeleid • Delinquentenzorg • Rehabilitatie • Gevangeniswezen (Justitie) | 8 november 1982 – 7 november 1989                                                                       | CDA    |
|                                           | A.J. (Albert-Jan) Evenhuis                      | A.J. (Albert-Jan) Evenhuis (1941–2011)                          | Staatssecretaris                                | • Midden- en Kleinbedrijf • Regionale Industrialisatie • Consumentenbeleid • Toerisme (Economische Zaken)                                                                                             | 14 juli 1986 – 30 juni 1989 (afgetreden)                                                                | VVD    |
|                                           | E. (Enneüs) Heerma                              | drs. E. (Enneüs) Heerma (1944–1999)                             | Staatssecretaris                                | • Internationale Handel • Exportbevordering (Economische Zaken) | 17 juli 1986 – 27 oktober 1986 (afgetreden na benoeming tot staatssecretaris van VROM)                  | CDA    |
|                                           | Y.C.M.Th. (Yvonne) van Rooy                     | mr. Y.C.M.Th. (Yvonne) van Rooy (1951)                          | Staatssecretaris                                | • Internationale Handel • Exportbevordering (Economische Zaken) | 30 oktober 1986 – 7 november 1989                                                                       | CDA    |
|                                           | C.L.J. (Cees) van Lent                          | J. (Jan) van Houwelingen (1939–2013)                            | Staatssecretaris                                | • Materieelvoorzieningen • Personeelsbeleid (Defensie) | 14 september 1981 – 7 november 1989                                                                     | CDA    |
|                                           | D.J.D. (Dick) Dees                              | drs. D.J.D. (Dick) Dees (1944)                                  | Staatssecretaris                                | • Volksgezondheid • Milieuzaken • Maatschappelijke Dienstverlening • Jeugdbeleid • Verzetsstrijders Zaken • Sport (Welzijn, Volksgezondheid en Cultuur)                                               | 14 juli 1986 – 7 november 1989                                                                          | VVD    |
|                                           | L. (Louw) de Graaf                              | L. (Louw) de Graaf (1930–2020)                                  | Staatssecretaris                                | • Sociale Zekerheid • Arbeidsomstandigheden • Armoedebeleid • Bijstandszaken • Ouderenbeleid • Gehandicaptenbeleid • Emancipatiebeleid (Sociale Zaken en Werkgelegenheid)                             | 4 november 1982 – 3 februari 1987 (tijdelijk benoemd tot minister van Sociale Zaken en Werkgelegenheid) | CDA    |
| 6 mei 1987 – 1 oktober 1989 (afgetreden)  | L. (Louw) de Graaf                              | L. (Louw) de Graaf (1930–2020)                                  | Staatssecretaris                                | • Sociale Zekerheid • Arbeidsomstandigheden • Armoedebeleid • Bijstandszaken • Ouderenbeleid • Gehandicaptenbeleid • Emancipatiebeleid (Sociale Zaken en Werkgelegenheid)                             | | CDA    |
|                                           | N.J. (Nell) Ginjaar-Maas                        | drs. N.J. (Nell) Ginjaar-Maas (1931–2012)                       | Staatssecretaris                                | • Basisonderwijs • Algemeen Voortgezet Onderwijs • Lerarenbeleid (Onderwijs en Wetenschappen) | 4 november 1982 – 7 november 1989                                                                       | VVD    |
|                                           | G.Ph. (Gerrit) Brokx                            | mr. G.Ph. (Gerrit) Brokx (1933–2002)                            | Staatssecretaris                                | • Volkshuisvesting (Volkshuisvesting, Ruimtelijke Ordening en Milieubeheer) | 4 november 1982 – 24 oktober 1986 (afgetreden)                                                          | CDA    |
|                                           | E. (Enneüs) Heerma                              | drs. E. (Enneüs) Heerma (1944–1999)                             | Staatssecretaris                                | • Volkshuisvesting (Volkshuisvesting, Ruimtelijke Ordening en Milieubeheer) | 27 oktober 1986 – 22 augustus 1994                                                                      | CDA    |
| Bron: Kabinet-Lubbers II Rijksoverheid.nl |                                                 |                                                                 |                                                 | | |        |

## Kabinetsformatie
- Tweede Kamerverkiezingen 1986: 21 mei 1986
- Beëdiging kabinet: 14 juli 1986
- Duur formatie: 54 dagen
- Informateur
  - drs. J. (Jan) de Koning (CDA), (23 mei 1986 – 11 juli 1986) 50 dagen
- Formateur
  - drs. R.F.M. (Ruud) Lubbers (CDA), (11 juli 1986 – 13 juli 1986) 3 dagen

## Reden ontslagaanvraag
Op 3 mei 1989 kwam er een einde aan bijna zeven jaar samenwerking tussen CDA en VVD. De VVD–fractie kon zich niet vinden in het door het kabinet genomen besluit over aftopping van het reiskostenforfait. Tijdens een Kamerdebat over dit besluit op 2 mei 1989 kwam VVD–Tweede Kamer fractievoorzitter Joris Voorhoeve met een motie die het kabinet vroeg af te zien van aftopping van het reiskostenforfait. Nog voor de motie in stemming kwam, trok minister-president Ruud Lubbers de conclusie dat er een onoverbrugbaar conflict was en bood het ontslag van het kabinet aan.